# 491 a. C.
El año 491 a. C. fue un año del calendario romano prejuliano. En el Imperio romano se conocía como el Año del consulado de Augurino y Atracino (o, menos frecuentemente, año 263 Ab urbe condita). 

## Acontecimientos
- Cleómenes I desposee del trono de Esparta a Demarato. Este se refugia en Persia y llega a ser consejero influyente de Darío y Jerjes I.
- Gelón se convierte en tirano de la ciudad de Sicilia, Gela, al usurpar el poder a los hijos del tirano Hipócrates.
- Aníbal, hijo del general cartaginés Magón, sucede en el mando de los ejércitos cartagineses a su hermano Asdrúbal.
- Coriolano conduce un ejército contra Roma.

## Fallecimientos
- Hipócrates, tirano de Gela, muere en batalla.
- Asdrúbal, estratega en jefe cartaginés, muere al someter la isla de Cerdeña.

- Datos: Q237524